# Hayden Wilde
Hayden Wilde (Taupo, 1 de septiembre de 1997) es un deportista neozelandés que compite en triatlón.
Participó en dos Juegos Olímpicos de Verano, obteniendo dos medallas, bronce en Tokio 2020 y plata en París 2024, ambas en la prueba individual.
Ganó tres medallas en el Campeonato Mundial de Triatlón entre los años 2022 y 2024, una medalla de plata en el Campeonato Mundial por Relevos Mixtos de 2023 y dos medallas en el Campeonato de Oceanía de Triatlón en los años 2018 y 2019.
Obtuvo dos medallas en el Campeonato Mundial de Triatlón de Velocidad, en los años 2022 y 2023, y una medalla de bronce en el Campeonato Europeo de Triatlón de Velocidad de 2021.
Consiguió una medalla de oro en el Campeonato Mundial de Xterra Triatlón de 2021.

## Palmarés internacional
| Juegos Olímpicos                      | Juegos Olímpicos      | Juegos Olímpicos  | Juegos Olímpicos |
| Año                                   | Lugar                 | Medalla           | Prueba           |
| ------------------------------------- | --------------------- | ----------------- | ---------------- |
| 2020                                  | Tokio (Japón)         | Medalla de bronce | Individual       |
| 2024                                  | París (Francia)       | Medalla de plata  | Individual       |
| Campeonato Mundial                    |                       |                   |                  |
| Año                                   | Lugar                 | Medalla           | Prueba           |
| 2022                                  | Abu Dabi (EAU)        | Medalla de bronce | Individual       |
| 2023                                  | Pontevedra (España)   | Medalla de plata  | Individual       |
| 2024                                  | Torremolinos (España) | Medalla de bronce | Individual       |
| Campeonato Mundial por Relevos Mixtos |                       |                   |                  |
| Año                                   | Lugar                 | Medalla           | Prueba           |
| 2023                                  | Hamburgo (Alemania)   | Medalla de plata  | Relevo mixto     |
| Campeonato de Oceanía                 |                       |                   |                  |
| Año                                   | Lugar                 | Medalla           | Prueba           |
| 2018                                  | Glenelg (Australia)   | Medalla de bronce | Relevo mixto     |
| 2019                                  | Devonport (Australia) | Medalla de oro    | Relevo mixto     |

| Campeonato Mundial | Campeonato Mundial  | Campeonato Mundial | Campeonato Mundial |
| Año                | Lugar               | Medalla            | Prueba             |
| ------------------ | ------------------- | ------------------ | ------------------ |
| 2022               | Montreal (Canadá)   | Medalla de plata   | Individual         |
| 2023               | Hamburgo (Alemania) | Medalla de oro     | Individual         |
| Campeonato Europeo |                     |                    |                    |
| Año                | Lugar               | Medalla            | Prueba             |
| 2021               | Kitzbühel (Austria) | Medalla de bronce  | Individual         |

| Campeonato Mundial | Campeonato Mundial    | Campeonato Mundial | Campeonato Mundial |
| Año                | Lugar                 | Medalla            | Prueba             |
| ------------------ | --------------------- | ------------------ | ------------------ |
| 2021               | Maui (Estados Unidos) | Medalla de oro     | Individual         |